# Skurup (stacja kolejowa)
Skurup (szwedzki: Skurups station) – stacja kolejowa w Skurup, w regionie Skania, w Szwecji.
Znajduje się na Ystadbanan. Jest obsługiwana przez pociągi Pågatågen, które kursują pomiędzy Simrishamn przez Ystad do Malmö.

## Linie kolejowe
- Ystadbanan